# Werner Preuß
Werner Preuß (* 21. September 1894 in Gardelegen; † 6. März 1919 Westerrönfelder Heide bei Rendsburg) war Offizier der Fliegertruppe und erzielte 22 bestätigte Abschüsse im Ersten Weltkrieg.

## Leben
Werner Preuß war der Sohn des Steuerinspektors Walter Preuß in Gardelegen. Bis Ostern 1907 besuchte er die dortige Realschule und infolge der Versetzung seines Vaters nach Rendsburg in Holstein das dortige Gymnasium.
Nach dem Abitur trat er am 14. August als Kriegsfreiwilliger in das Infanterie-Regiment Herzog von Holstein Nr. 85 ein und wurde vier Wochen später an Westfront geschickt. 
15 Mai Offiziersschule in Deutschland und Rückkehr als Vizefeldwebel an die Front. Zum Leutnant wurde er am 16. Januar 1916 befördert. Bei den Kämpfen um Verdun wurde er am 25. Mai 1916 verschüttet. Es gelang ihm aber, sich selbst zu befreien und zu seiner Truppe zurückzukehren.
Nach einem Jahr dauernder Heilung seiner Lähmungen meldete er sich zur Fliegertruppe. Am 20. September 1917 begann er die Ausbildung in Posen, bestand am 7. Oktober 1917 die erste Pilotenprüfung, am 15. Oktober 1917 die zweite Feldpilotenprüfung und stellte mit dieser kurzen Zeitspanne einen Rekord auf. Am 26. Oktober 1917 wurde Preuß zur Artillerie-Fliegerschule in Alt-Autz nach Kurland kommandiert und von dort Ende Dezember zur Westfront geschickt.
Im Januar 1918 wurde er an der Westfront, zunächst als Infanterieflieger eingesetzt. Um sich selbstständiger betätigen zu können, erwirkte er seine Versetzung in die Jagdstaffel 66. Sein 3. Abschuss dort war der französische Fliegers Jaques Gerard, der bereits im französischen Heeresbericht genannt und durch Verleihung der Militärmedaille ausgezeichnet worden war.
Am 19. April 1918 erhielt er das Flugzeugführerabzeichen, am 25. Juni 1918 einen Ehrenbecher für den Sieger im Luftkampf und im Juli 1918 das Eiserne Kreuz I. Klasse. Am 21. September wurde ihm das Ritterkreuz des Königlichen Hausorden von Hohenzollern mit Schwertern verliehen. Nachdem Preuß am 15. Oktober 1918 mit 20 anerkannten Abschüssen zum ersten Mal namentlich im Heeresbericht genannt worden war, wurde er im November 1918 zum Orden Pour le Mérite eingereicht. Das Kriegsende verhinderte eine Verleihung.
Insgesamt hat Werner Preuß 22 anerkannte Abschüsse zu verzeichnen. Für 7 weitere hat er die Anerkennung nicht erreichen können, da sie hinter der französischen Front ohne Zeugen erfolgten.
Nach Abschluss des Waffenstillstandes führte er seine Staffel nach Lübeck zurück und wurde am 29. Januar 1919 aus dem Dienst entlassen.
Am 13. Februar 1919 trat er in die Fliegerabteilung des Freikorps Schleswig-Holstein Grenzschutz Nord ein. Am 6. März 1919 stürzte er auf einem Dienstflug über dem Exerzierplatz der Westerrönfelder Heide bei Rendsburg ab und starb.